# Решетиловка
Решетиловка (укр. Решетилівка) — город (с 2017 года) в Полтавской области Украины. Входит в Полтавский район. До 2020 года был административным центром упразднённого Решетиловского района. До 2017 года как посёлок городского типа составлял Решетиловский поселковый совет, в который, кроме того, входили также 10 сёл.

## Географическое положение
Город Решетиловка находится в месте впадения реки Ольховатая Говтва в реку Говтва.
На расстоянии до 1 км от города расположены сёла Прокоповка, Шкурупиевка, Хоружи и Сени.

## История
Селение впервые упоминается в первой половине XVII века.
В 1654 году в составе Левобережной Украины вошла в состав Русского государства.
В 1698 году была опустошена крымскими татарами.
После смерти гетмана Левобережной Украины Ивана Брюховецкого в 1668 году Решетиловка с другими сотенными городками Полтавского полка была занята гетманом Правобережной Украины Петром Дорошенко, затем — сечевиками-запорожцами во главе с Суховиенко. До 1670 года, когда она окончательно перешла к гетману Левобережной Украины Демьяну Многогрешному, Дорошенко ещё дважды занимал Решетиловку.
В 1696 году была разграблена крымскими татарами.
В ходе Северной войны в конце марта 1709 года Решетиловка была захвачена шведами и превращена в опорный пункт, после Полтавской битвы 13—19 июля 1709 года здесь находились основные силы русской армии.
17 (28) июля 1709 года в Решетиловке Пётр I подписал Решетиловские статьи.
По переписи 1718 года численность населения Решетиловки составляла 250 человек.
В 1729 году гетман Данило Апостол пожаловал Решетиловку полтавскому полковнику В. В. Кочубею.
В 1818 году будущие декабристы А. И. и П. И. Борисовы основали здесь «Общество первого согласия».
С 1775 года Решетиловка отнесена к Полтавскому уезду Новороссийской губернии, с 1784 года — к Екатеринославскому наместничеству, с 1796 года — к Малороссийской губернии, с 27 февраля 1802 года — к Полтавской губернии.
В конце XVIII — начале XIX века усадьбой Решетиловка владел генерал-поручик В. С. Попов и его потомки.
В XIX веке Решетиловка становится известна как центр художественного ткачества и вышивки.
В 1899 году Решетиловка являлась местечком Полтавского уезда Полтавской губернии, здесь насчитывалось 6160 жителей, действовали торговый пункт, больница и аптека.
В январе 1918 года здесь была провозглашена Советская власть, но 28 марта 1918 года Решетиловка была оккупирована наступавшими немецкими войсками.
В дальнейшем, в ходе гражданской войны власть несколько раз менялась, в декабре 1919 года Советская власть была восстановлена.
7 марта 1923 года село стало центром новообразованного Решетиловского района Полтавского округа.
В 1930 году у железнодорожной станции была создана Решетиловская МТС.
В 1931 году началось издание районной газеты.
В марте 1937 года было открыто профессионально-техническое училище художественных промыслов.
25 октября 1938 года село Решетиловка стало посёлком городского типа.
После начала Великой Отечественной войны 22 сентября 1941 года была оккупирована наступающими немецкими войсками — до 23 сентября 1943 года.
По состоянию на начало 1955 года здесь действовали маслодельный завод, мельница, артель им. К. Цеткин, две средние школы, семилетняя школа, двухлетняя школа мастеров народных промыслов, Дом культуры и две библиотеки.
В 1966 году были построены новая поликлиника и клуб колхоза им. А. М. Горького.
В 1975 году крупнейшими предприятиями были фабрика художественных изделий и маслодельный завод.
В 1983 году здесь действовали фабрика художественных изделий, маслодельный завод, райсельхозтехника, райсельхозхимия, две межколхозные строительные организации, птицеинкубаторная станция, комбинат бытового обслуживания, профессионально-техническое училище художественных промыслов, шесть общеобразовательных школ, музыкальная школа, больница, поликлиника, Дом культуры, три клуба, кинотеатр, три библиотеки, историко-краеведческий музей.
В мае 1995 года Кабинет министров Украины утвердил решение о приватизации Решетиловского маслозавода.
7 ноября 2017 года посёлок городского типа Решетиловка был преобразован в город.
1 февраля 2025 года в Решетиловке произошло землетрясение магнитудой 3,67 по шкале Рихтера  .

## Население
| 1983          | ~ 8700 | 1989          | 9 574 | 2001          | 9 403 |
| 1 января 2014 | 9 412  | 1 января 2015 | 9 385 | 1 января 2016 | 9 337 |

### Языковой состав
Родной язык населения по данным переписи 2001 года:
| Язык       | Численность, чел. | Доля     |
| ---------- | ----------------- | -------- |
| Украинский | 9 093             | 96,70 %  |
| Русский    | 260               | 2,77 %   |
| Другие     | 50                | 0,53 %   |
| Итого      | 9 403             | 100,00 % |

## Экономика
В городе находятся хлебозавод, мясокомбинат, кирпичный завод, несколько более мелких предприятий.

## Объекты социальной сферы
- Решетиловский лицей.
- Решетиловский профессиональный аграрный лицей.
- Решетиловский художественный профессиональный лицей.
- Дом культуры.
- «Решетиловский вестник», газета.

## Транспорт
Находится в 9 км от станции Решетиловка на линии Полтава — Ромодан Южной железной дороги.
Через город проходят шоссе М-03 и автодорога Р-52.

## Знаменитые уроженцы
- Леонид Вернигора (род. 1939) — украинский прозаик, общественный деятель.
- Дмитрий Дереч (1914—2007) — украинский прозаик, драматург.
- Алексей Дмитренко (1940—2009) — украинский поэт, очеркист, искусствовед, прозаик, публицист. Лауреат Национальной премии Украины им. Тараса Шевченко (1987).
- Алексей Могилянский (1704—1770) — митрополит Киевский и Галицкий.
- Асаул Анатолий Николаевич (1948—н.в.) — ученый, заслуженный деятель науки РФ, заслуженный строитель России, доктор экономических наук, профессор.

## Дополнительная информация
По названию села Решетиловка названа известная с XIX века решетиловская порода овец.